# 野球少年の詩
「野球少年の詩」（やきゅうしょうねんのうた）は、日本のパンク・ロックバンド、ガガガSPの14枚目のシングルである。

## 収録曲
1. 野球少年の詩
  - 作曲・作詞：コザック前田、編曲：ガガガSP
2. PLAYER
  - 作曲・作詞：コザック前田、編曲：ガガガSP
3. これからの日々
  - 作曲・作詞：コザック前田、編曲：ガガガSP
4. ノーミュージックノーベースボール
  - 作曲・作詞：コザック前田、編曲：ガガガSP

## タイアップ
- 「PLAYER」：関西テレビ『プロ野球中継2007』イメージソング（阪神タイガース戦）
- 「これからの日々」：関西テレビ『プロ野球中継2007』イメージソング（オリックス・バファローズ戦）

## その他
- PVは高校野球をモチーフとしており、ベース担当の桑原康伸、ドラム担当の田嶋悟士の出身校である神戸市立須磨高等学校で撮影が行われた。出演している女優は中津真莉[1][2]。